# Sprzątacz

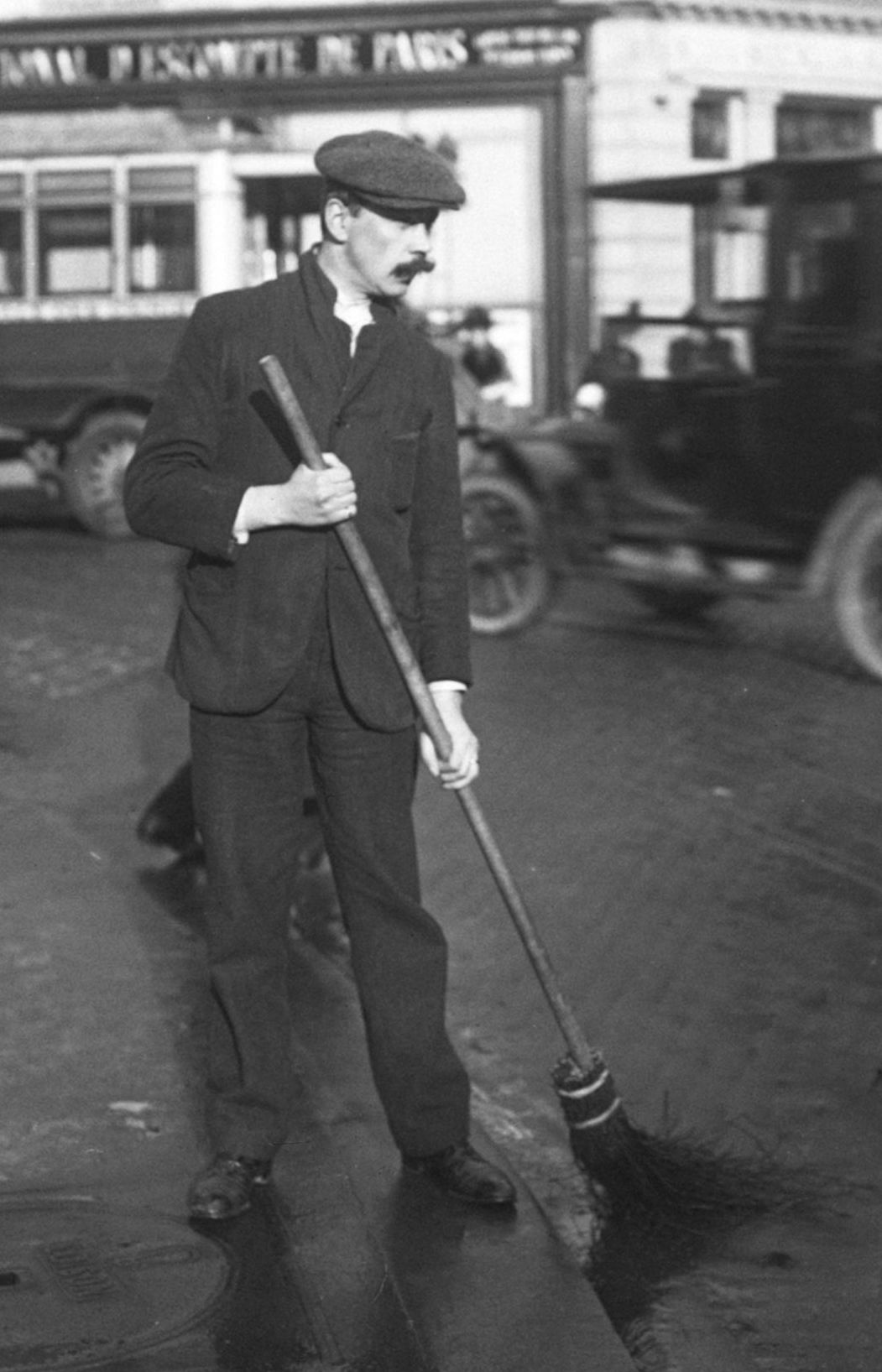
Sprzątacz (zamiatacz ulic) w Paryżu (1914 r.)

Sprzątacz (r. ż. sprzątaczka) – osoba zajmująca się zawodowo sprzątaniem, czyli utrzymaniem czystości i porządku w wybranych miejscach (przykładowo w biurach, hotelach, placówkach handlowych, obiektach przemysłowych, domach prywatnych itp.).

## Klasyfikacja zawodu
W rozporządzeniu Ministra Pracy i Polityki Społecznej z dnia 7 sierpnia 2014 r. w sprawie klasyfikacji zawodów i specjalności na potrzeby rynku pracy oraz zakresu jej stosowania (Dz.U. z 2018 r. poz. 227) zawód ten jest klasyfikowany kilkukrotnie w dziale 9. "Pracownicy wykonujący prace proste":
- 91. Pomoce domowe i sprzątaczki
  - 911. Pomoce i sprzątaczki domowe, biurowe, hotelowe
    - 9111. Pomoce domowe i sprzątaczki
      - 911102. Sprzątaczka domowa

    - 9112. Pomoce i sprzątaczki biurowe, hotelowe i pokrewne
      - 911207. Sprzątaczka biurowa
      - 911208. Sprzątacz pojazdów
      - 911290. Pozostałe pomoce i sprzątaczki biurowe, hotelowe i podobne

Ponadto:
- osoba sprzątająca w szpitalach to salowa lub salowy (nr 911206),
- osoba sprzątająca w pokojach hotelowych to pokojowa lub pokojowy (nr 911203),
- osoba odpowiedzialna za czystość w toalecie to szaleciarka lub szaleciarz (nr 962904),
- osoba zajmująca się oczyszczaniem na zewnątrz budynków to robotnik placowy (nr 961302) lub zamiatacz (nr 961303), zaś oczyszczający kanalizację to kanalarz (nr 931204).

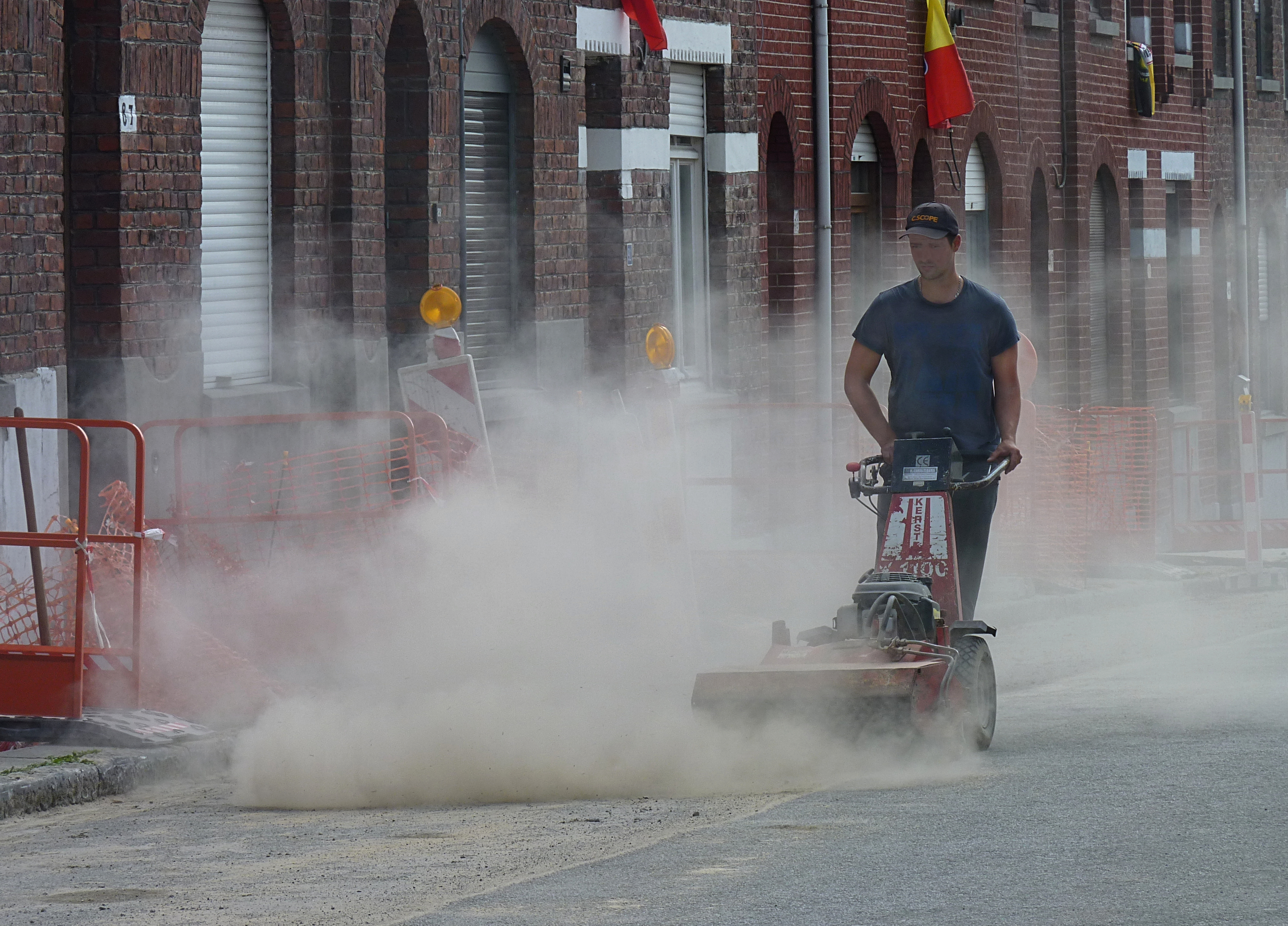
Sprzątacz wykorzystujący mechaniczną zamiatarkę do sprzątania ulicy
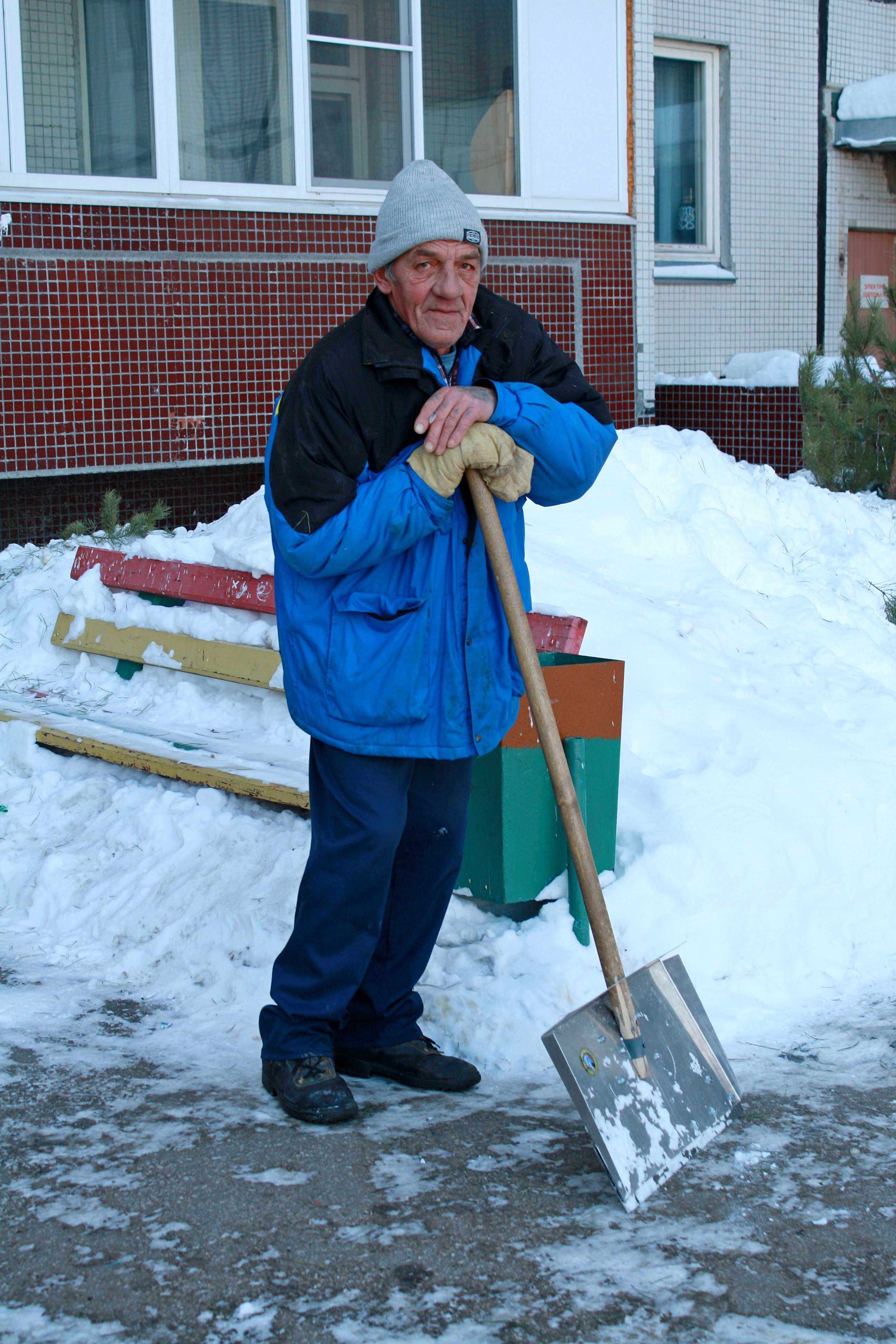
Sprzątacz odgarniający śnieg z chodników
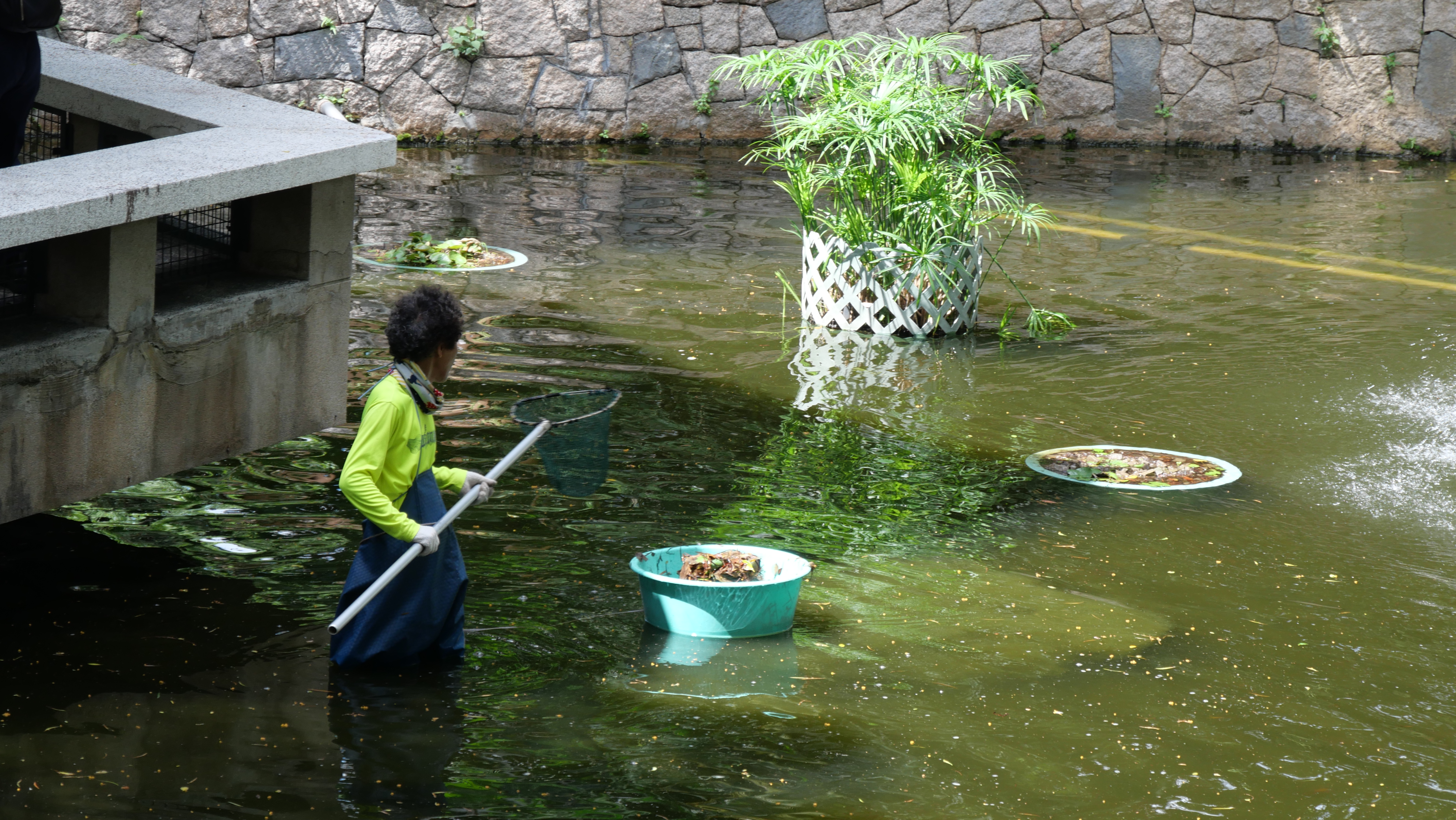
Sprzątacz czyszczący sadzawkę
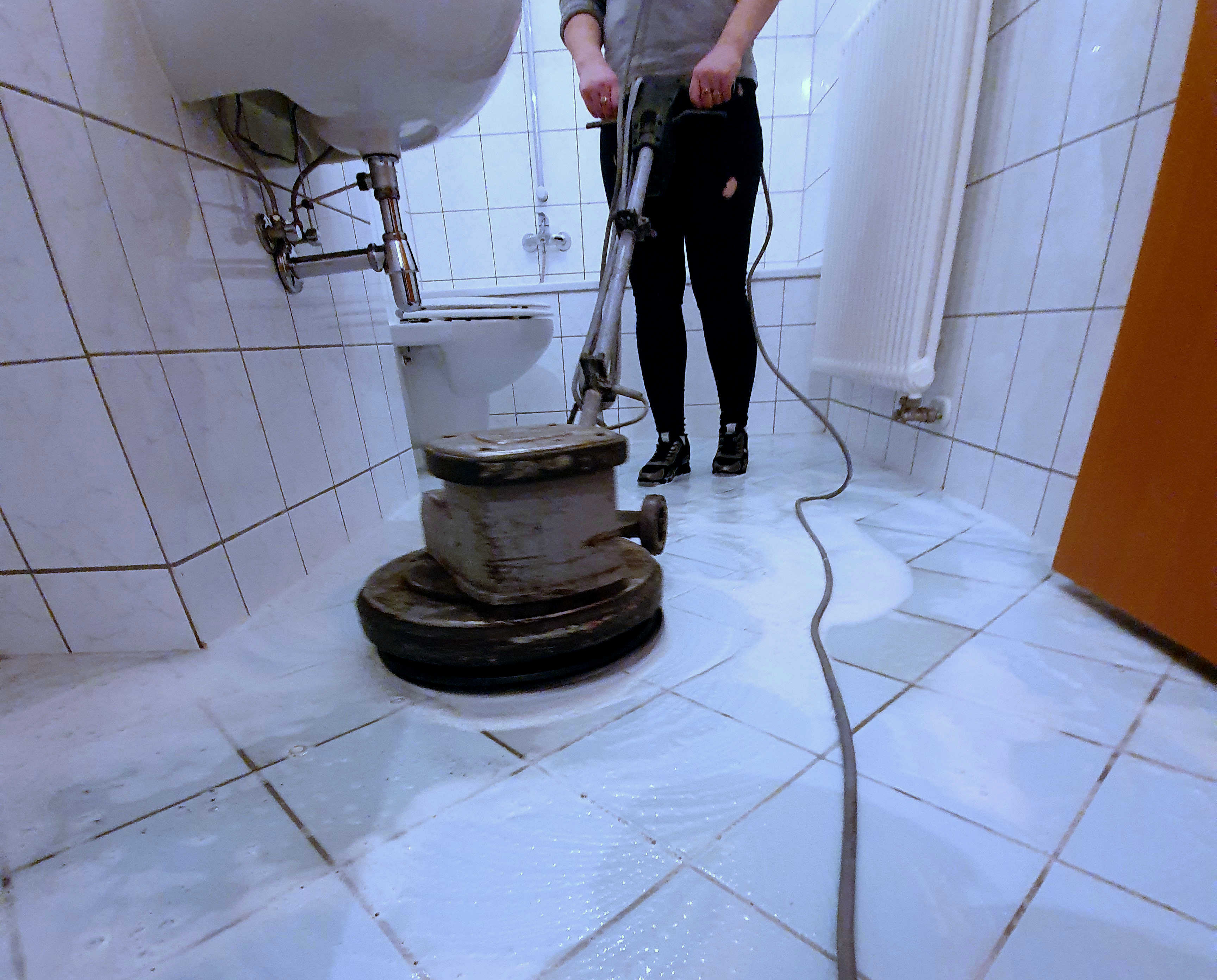
Sprzątacz czyszczący podłogę w łazience
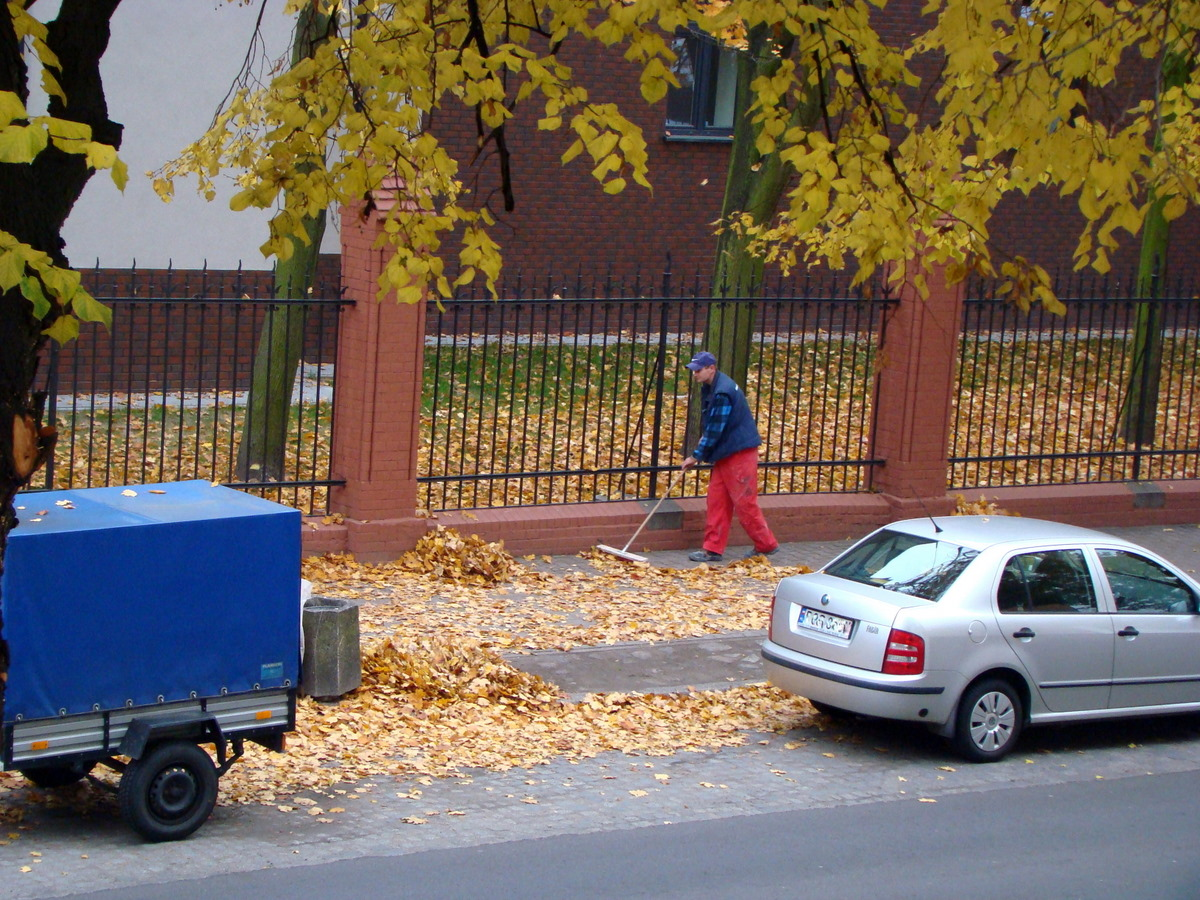
Sprzątanie opadłych liści
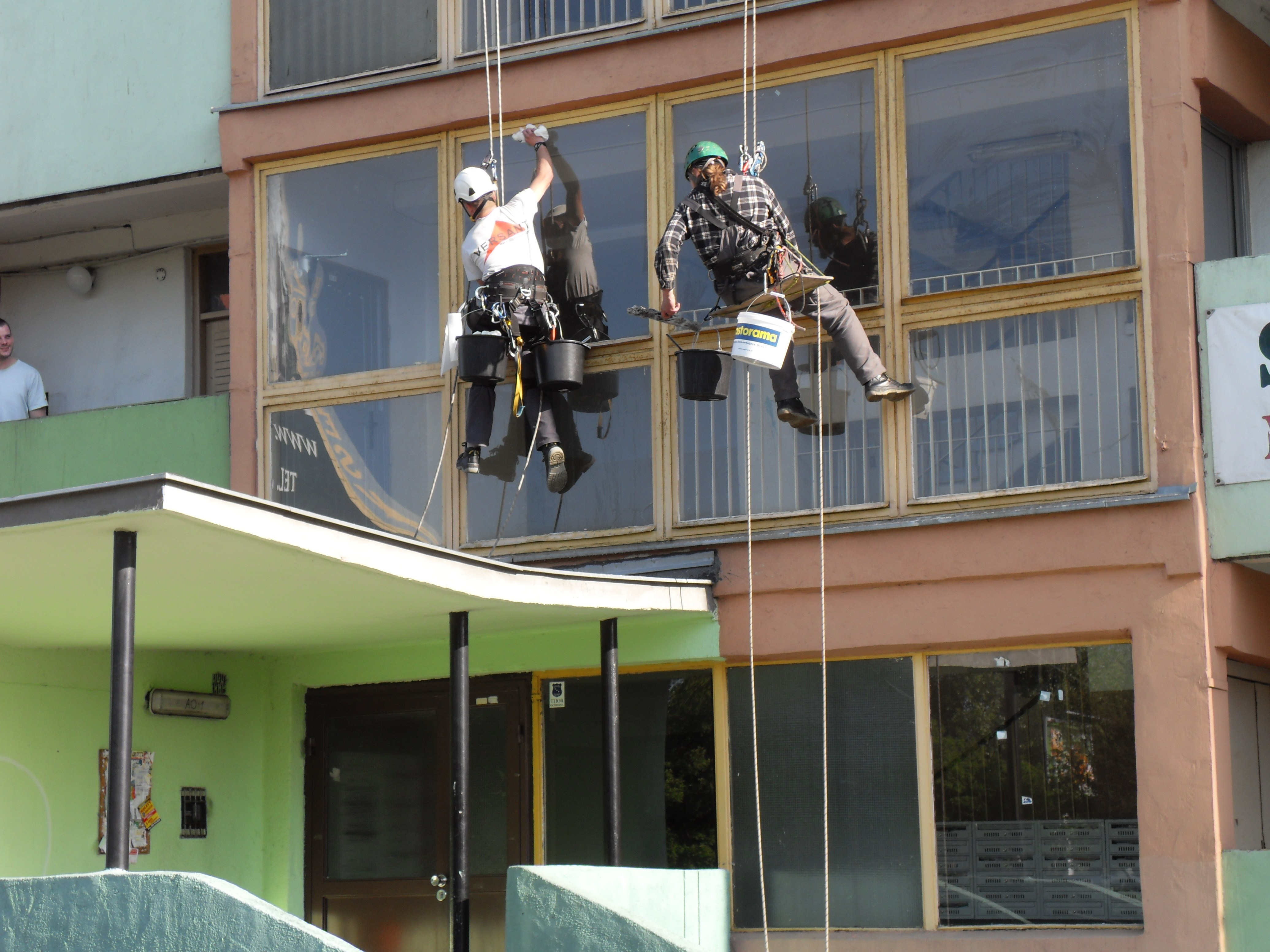
Sprzątacze myjący okna

## Zawód sprzątacza w kulturze

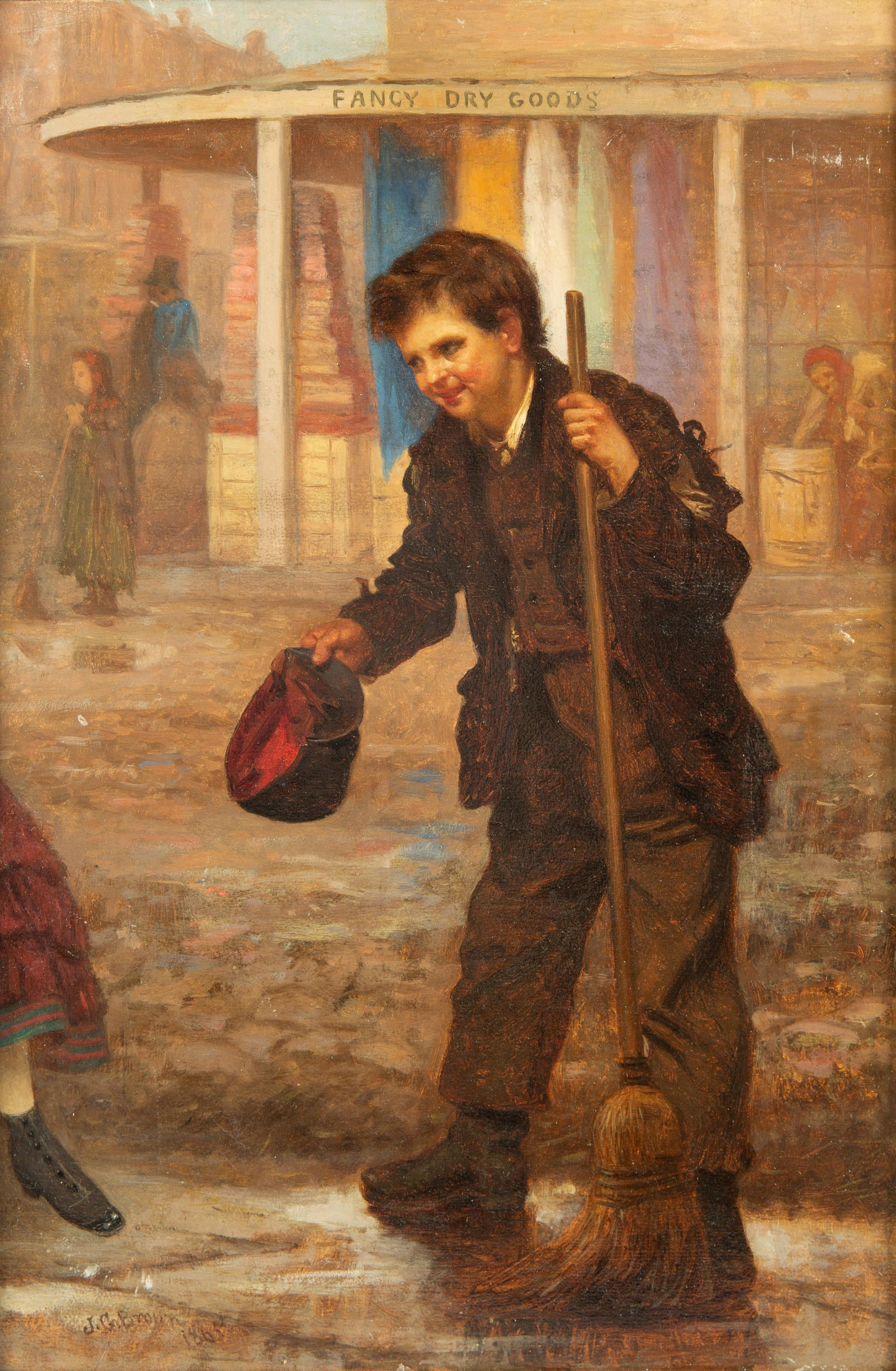
Sprzątacz na obrazie Little Street Sweeper Johna George Browna (XIX w.)

W polskiej kinematografii zapisało się kilka słynnych kreacji sprzątaczek:
- sprzątaczki w kultowej polskiej komedii Co mi zrobisz jak mnie złapiesz,
- sprzątaczka w klubie sportowym "Tęcza" grana w filmie Miś przez Hannę Skarżankę,
- w tej samej roli w filmie Ryś plejada gwiazd polskiego filmu: Grażyna Szapołowska, Joanna Żółkowska, Krystyna Janda, Dorota Stalińska, Anna Majcher i Beata Tyszkiewicz.

Tytuł Une femme de ménage czyli Sprzątaczka nosi francuski film w reż. Claude'a Berri z 2002 r. Główne postacie sprzątaczek lub sprzątaczy można znaleźć również w innych filmach:
- Good Will Hunting (1997, reż. Gus Van Sant),
- Joe Dirt (2001, reż. Dennie Gordon),
- My Life Without Me (2003, reż. Isabel Coixet),
- Vera Drake (2004, reż. Mike Leigh),
- Volver (2006, reż. Pedro Almodóvar),
- La Sconosciuta (2006, reż. Giuseppe Tornatore).

Wokół postaci sprzątaczki osnute bywają również fabuły utworów literackich:
- Jonathan Carroll Ale karuzela! w: Czarny koktail i inne opowiadania, Dom Wydawniczy REBIS, Warszawa 1998, ISBN 83-7120-681-X[2],
- Barbara Ehrenreich Za grosze. Pracować i (nie) przeżyć, Wydawnictwa W.A.B., Warszawa 2006, ISBN 83-7414-209-X[3],
- Mary Gaitskill Veronica, Dom Wydawniczy REBIS, Warszawa 2006, ISBN 83-7301-879-4[2].

## Znani sprzątacze
W 2007 r. Piotr Turbak, 33-letni Polak-sprzątacz pracujący w Swansea w Wielkiej Brytanii uzyskał tytuł "World Champion Cleaner", czyli "Mistrza Świata w Sprzątaniu". Tytuł ten został mu przyznany na ISS World Cup w Stambule przez ISS Facility Services i menadżerów tej firmy w Wielkiej Brytanii za jego ciężką pracę.
W czerwcu 2007 r. polska i brytyjska prasa ekscytowała się przypadkiem "odkrycia młodego talentu" – polskiego sprzątacza na Uniwersytecie w Glasgow, który okazał się być wirtuozem fortepianu. Był nim 28-letni Aleksander Kudajczyk z Katowic, który podobnie jak setki tysięcy rodaków, przyjechał do Wielkiej Brytanii w poszukiwaniu szansy życiowej i dobrze płatnej pracy. W Szkocji od sześciu miesięcy zarabiał sprzątając uniwersytecki wydział prawa. Jego talent odkryto przypadkiem, gdy po pracy ćwiczył grę na instrumencie w kaplicy.
W marcu 2007 r. modelka Naomi Campbell została skazana przez sąd na karę 5 dni prac publicznych. Wykonywała ją pracując jako sprzątaczka – myjąc podłogi w jednym z budynków publicznych w Nowym Jorku. Była to kara za zachowanie modelki sprzed roku, gdy rzuciła telefonem komórkowym w sprzątaczkę (kobieta trafiła do szpitala, gdzie założono jej cztery szwy).
Pracę przy sprzątaniu wykonywali przez pewien czas znani ludzie:
- Krystyna Skarbek, agentka brytyjskiej tajnej służby SOE, po demobilizacji pracowała jako sprzątaczka, telefonistka i sprzedawczyni u Harrodsa[7],
- muzyk Kurt Cobain w młodości przez kilka lat wykonywał tę pracę po wyrzuceniu go z domu przez matkę[8],
- haker Kevin Mitnick pracował jako sprzątacz w biurach i, jak sam przyznawał, z pozostawionych tam przy komputerach haseł robił niezły użytek[9],
- koszykarz Dennis Rodman jako nastolatek zarabiał sprzątając na lotnisku (przy okazji trudniąc się też drobnymi kradzieżami)[10],
- wokalista Jon Anderson w lipcu 1968 r. pracował jako sprzątacz w londyńskim klubie "La Chasse", dzięki czemu poznał gitarzystę Chrisa Squire, z którym jeszcze tego samego miesiąca założył legendarną grupę rockową Yes[11],
- podróżniczka Beata Pawlikowska zbierała fundusze na swoją pierwszą podróż dookoła świata zarabiając m.in. jako sprzątaczka i kelnerka w Londynie[12].

## Syndrom sprzątaczki
Pojęcie "syndrom sprzątaczki" (ang. cleaner syndrome) funkcjonuje wśród informatyków i oznacza poważną awarię sieci komputerowej lub serwera firmowego, która powstała w banalny sposób, np. przez odłączenie jakiegoś kabla przez osobę postronną lub przez sprzątaczkę podczas sprzątania. W szerszym zakresie pojęcie to oznacza ogromne koszty poniesione z błahego powodu. Możliwość zaistnienia takiego problemu powinno się brać pod uwagę przy projektowaniu urządzeń i systemów zabezpieczeń.